# G. Stanley Hall
Granville Stanley Hall (ur. 1 lutego 1844 w Ashfield, zm. 24 kwietnia 1924 w Worcester) – amerykański psycholog i nauczyciel. Jego zainteresowania skupiały się wokół problematyki rozwoju dziecka i teorii ewolucji. Hall był pierwszym prezesem Amerykańskiego Towarzystwa Psychologicznego i pierwszym rektorem Clark University.

## Życiorys
Urodził się w Ashfield w Massachusetts. Ukończył Williams College w 1867 roku, następnie studiował na Union Teological Seminary. Inspirowany Principles of Physiological Psychology Wilhelma Wundta uzyskał doktorat z psychologii u Williama Jamesa na Uniwersytecie Harvarda, następnie spędził pewien czas w laboratorium Wundta w Lipsku.
Swoją karierę rozpoczął ucząc angielskiego i filozofii w Antioch Collage w Yellow Springs w Ohio. Od 1882 do 1888 był profesorem psychologii i pedagogiki na Uniwersytecie Johnsa Hopkinsa, gdzie rozpoczął pracę nad pierwszym amerykańskim laboratorium psychologii. Hall sprzeciwiał się nauczaniu tradycyjnych przedmiotów, takich jak matematyka, nauki ścisłe czy historia, twierdząc, że szkoła średnia powinna skupiać się na edukacji młodzieży, która wkracza w życie dorosłe, a nie na przygotowywaniu uczniów do podjęcia studiów.
W 1887 roku założył American Journal of Psychology a w 1892 został mianowany pierwszym prezesem Amerykańskiego Towarzystwa Psychologicznego. W 1889 roku został pierwszym rektorem Clark University i pełnił tę funkcję do 1920 roku. Podczas tych 31 lat, cały czas był intelektualnie aktywny. Odegrał znaczącą rolę w psychologii wychowawczej, próbował ustalić jaki wpływ ma okres dojrzewania na edukację dziecka. Był także odpowiedzialny za zaproszenie w 1909 roku Freuda i Junga do Stanów Zjednoczonych.
Teoria ewolucji Darwina i teoria rekapitulacji Ernsta Heackela miały ogromny wpływ na karierę Halla. Te idee podsunęły Hallowi pomysł na badanie procesu rozwoju dziecka w oparciu o nauki dotyczące dziedziczenia zachowań. Subiektywny charakter tych badań sprawił, że ich zatwierdzenie było niemożliwe. Jego prace również zgłębiały kontrowersyjne interpretacje dotyczące różnic między kobietą i mężczyzną, tak jak zakłada to koncepcja eugeniki rasowej.

### Poglądy społeczne
Hall był głęboko przywiązany do niemieckiej koncepcji Volkizmu, był też anty-indywidualistą i romantykiem autorytarnym. Ostatnia koncepcja zakłada, że jednostka rozpływa się w transcendentalnej zbiorowości. Hall wierzył, że ludzie nie są z natury istotami rozumnymi, ale są kierowani instynktami i potrzebują charyzmatycznych liderów, którzy mogliby manipulować ich instynktami stadnymi, po to by w społeczeństwie żyło im się lepiej. Przewidział też, że nacisk Amerykanów na jednostkowe godności i prawa człowieka doprowadzi do upadku, jaki porównywał z zatopieniem Atlantydy.

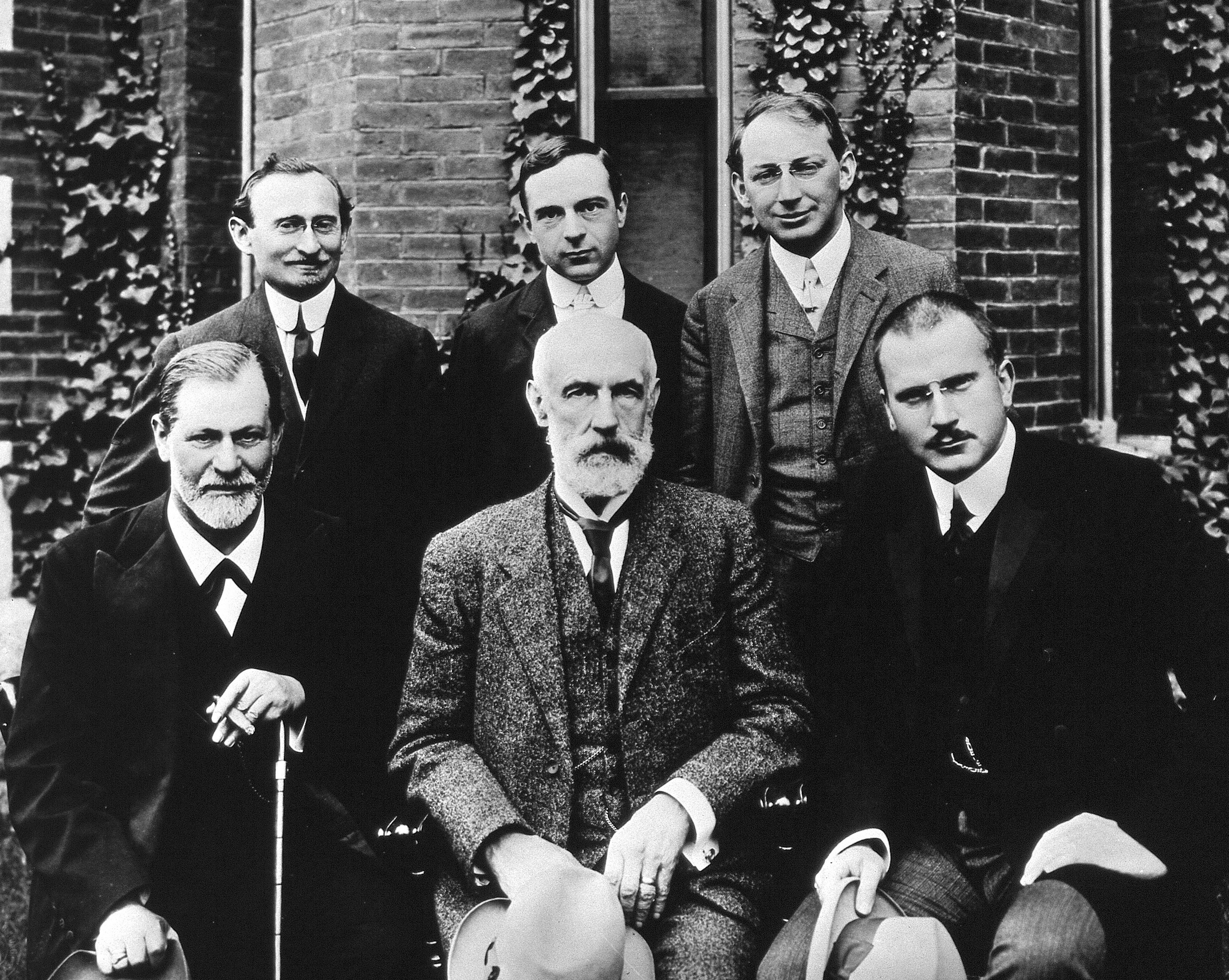
Fotografia grupowa przed Clark University: Sigmund Freud, G. Stanley Hall, C.G. Jung, Abraham A. Brill, Ernest Jones, Sandor Ferenczi

Hall był jednym z założycieli ruchu badania dziecka. Krajowa sieć grup naukowych, zwanych Klubami Halla, miała za zadanie szerzyć jego nauki. Ale najbardziej znany do dzisiaj jest z nadzorowania badania w 1896 pt. „Dzieci osobliwe i wyjątkowe”, które opisywało szereg dziwnych zachowań jedynaków jako trwały objaw nieprzystosowania się do otoczenia. Hall – oraz każdy początkujący psycholog – nie wiedział prawie nic na temat wiarygodnych praktyk badawczych. Dlatego jeszcze przez kolejne dziesięciolecia naukowcy i publicyści podobnie rozpowszechniali konkluzję Halla, iż jedynacy nie mogą spodziewać się, że przejdą przez życie z tymi samymi zdolnościami do przystosowania się co dzieci posiadające rodzeństwo.
„Bycie jedynakiem jest chorobą samą w sobie” twierdził Hall.
Hall dowodził, że proces rozwoju dziecka podsumowuje jego wysoce rasowa koncepcja historii rozwoju ewolucyjnego człowieka. Charakteryzował dzieci będące przed okresem dojrzewania, jako dzikusy i dlatego racjonalne rozumowanie na ich temat w tym wypadku to strata czasu. Wierzył, że dzieci muszą po prostu być wychowane w bojaźni Bożej, miłości do kraju oraz rozwoju silnego ciała. Jeśli dziecko wypala pozostałości zła w swojej naturze, potrzebuje sporej dawki autorytarnej dyscypliny, wliczając w to karę cielesną. Jeżeli chodzi o nastolatków, Hall wierzył, że kieruje nimi więcej altruistycznych pobudek, w związku z tym szkoły powinny indoktrynować uczniów do bezinteresownej służby ideałom, patriotyzmu, kultury ciała, dyscypliny wojskowej, miłości do władzy, podziwu i oddania dla państwa oraz dobra innych. Hall konsekwentnie opowiadał się przeciw intelektualnym osiągnięciom na wszystkich poziomach edukacji publicznej. Otwarte dyskusje i opinie krytyczne nie były tolerowane. Uczniowie potrzebowali indoktrynacji, aby ocalić ich przed indywidualizmem, który był bardzo szkodliwy dla postępu amerykańskiej kultury.
Hall jako pierwszy odniósł określenie „burzy i naporu” (z niemieckiego Sturm und Drang) do okresu dojrzewania. Jej trzy kluczowe aspekty to: konflikt z rodzicami, wahania nastroju i ryzykowne zachowanie. Ostatnie badania prowadzą do ponownego rozważenia tego wyrażenia i jego oznaczenia. Ostatnie dowody popierają pojęcie „burzy i naporu” w jego trzech aspektach, ale tylko wtedy, gdy będą brały pod uwagę różnice indywidualne i kulturowe. Obecnie psychologowie nie akceptują pojęcia „burzy i naporu” jako uniwersalne, ale uznają je jako skrótowe odniesienie do okresu dojrzewania. Nie wszyscy nastolatkowie doświadczają okresu „burzy i naporu”, ale ten okres jest bardziej charakterystyczny dla wieku dojrzewania, niż dla innych lat w życiu człowieka.
Hall nie odnosił się też życzliwie do biednych, chorych, niepełnosprawnych bądź osób z różnicami rozwojowymi. Był stanowczym zwolennikiem selekcji rasowej oraz przymusowej sterylizacji. Wierzył, że jakikolwiek szacunek lub życzliwość względem tych, których uważał za psychicznie, emocjonalnie bądź intelektualnie słabych lub „umysłowo niedorozwiniętych”, mogłyby kolidować z ruchem naturalnej selekcji, wbrew rozwojowi rasy Panów.
Najważniejsze prace: Adolescence (1904), Aspects of Child Life and Education (1921)
Hall także wymyślił techniczne słowa określające rodzaje łaskotania: knismesis – lekkie łaskotanie, które nie powoduje śmiechu, gargalesis – silniejsze wywołujące śmiech różnego typu.

## Działalność literacka
Wniósł istotny wkład do literatury edukacyjnej i był autorytetem w tej dziedzinie, był założycielem i redaktorem American Journal of Psychology, redagował również Pedagogical Seminary (od 1892), American Journal of Religious Psychology and Education (od 1904) i Journal of Race Development.

## Wybrane prace
- Aspects of German Culture (1881)
- Hints toward a Select and Descriptive Bibliography of Education (1886), with John M. Mansfield
- The Contents of Children's Minds on Entering School (1894)
- Supervised the study Of Peculiar and Exceptional Children by E.W. Bohannon, Fellow in Pedagogy at Clark University (1896)
- Adolescence (two volumes, 1904)
- Youth: Its Education, Regimen, and Hygiene (1906)
- Educational Problems (two volumes, 1911)